# گمینا روگوژنو
گمینا روگوژنو (به لهستانی:  Gmina Rogóźno) یک گمینا در لهستان است که در شهرستان گروجونتس واقع شده‌است. گمینا روگوژنو ۱۱۵٫۷۴ کیلومتر مربع مساحت و ۴٬۰۶۸ نفر جمعیت دارد.